# Île de Matiu/Somes
Pour les articles homonymes, voir Matiu.
L'île de Matiu/Somes (Somes Island ; en maori : Matiu) est située en mer de Tasman à 3 km au sud de la ville de Petone et au large de l'embouchure de la rivière Hutt, près du port de Wellington dans la région de Wellington dans l'Île du Nord de la Nouvelle-Zélande.

## Histoire
Après la colonisation européenne, en 1839, l'île passa sous l'autorité de la Nouvelle-Zélande et prit le nom du gouverneur de cette époque James Somes. 
En 1997, le New Zealand Geographic Board attribua le nom bilingue Matiu/Somes. 
L'île est maintenant partie intégrante de la cité de Lower Hutt, et sous le contrôle total, depuis 1989, du Ministère de la Conservation, en tant que réserve scientifique. 
Malgré sa proximité des zones urbaines , elle est exempte de prédateurs mammifères (tels que l'hermine) .

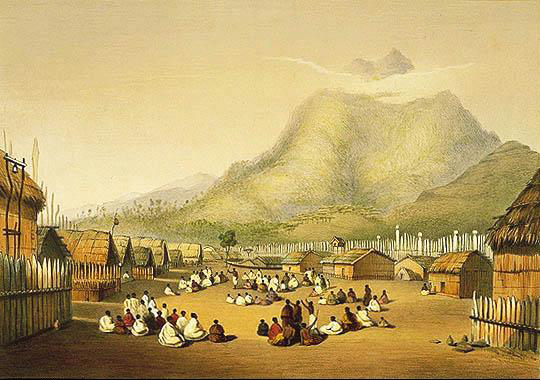
Le pa de Te Wherowhero, premier roi Maori (1857-1860). Situé dans le Waikato, on peut observer le mont Taupiri au loin

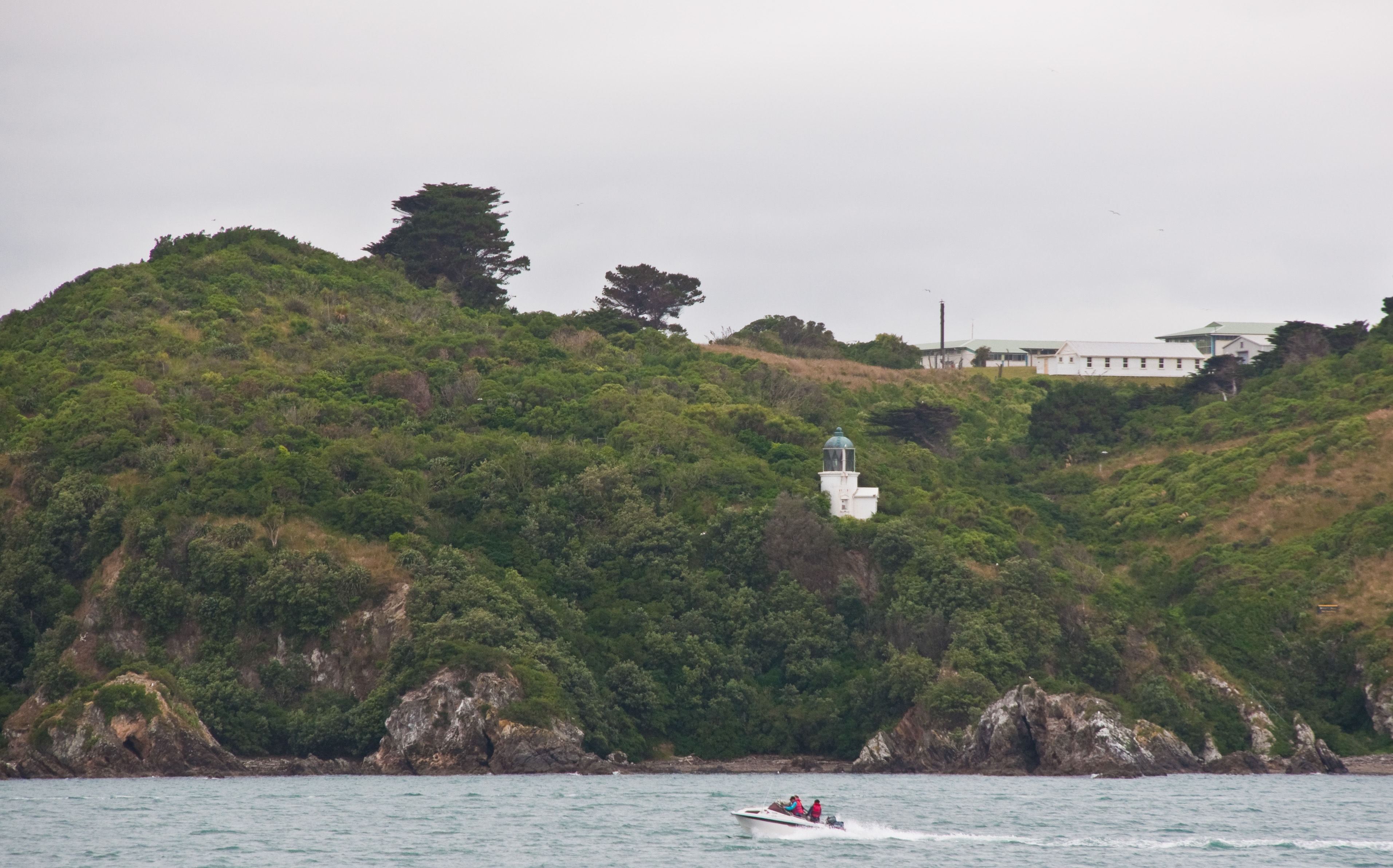
Phare de l'île Matiu/Somes

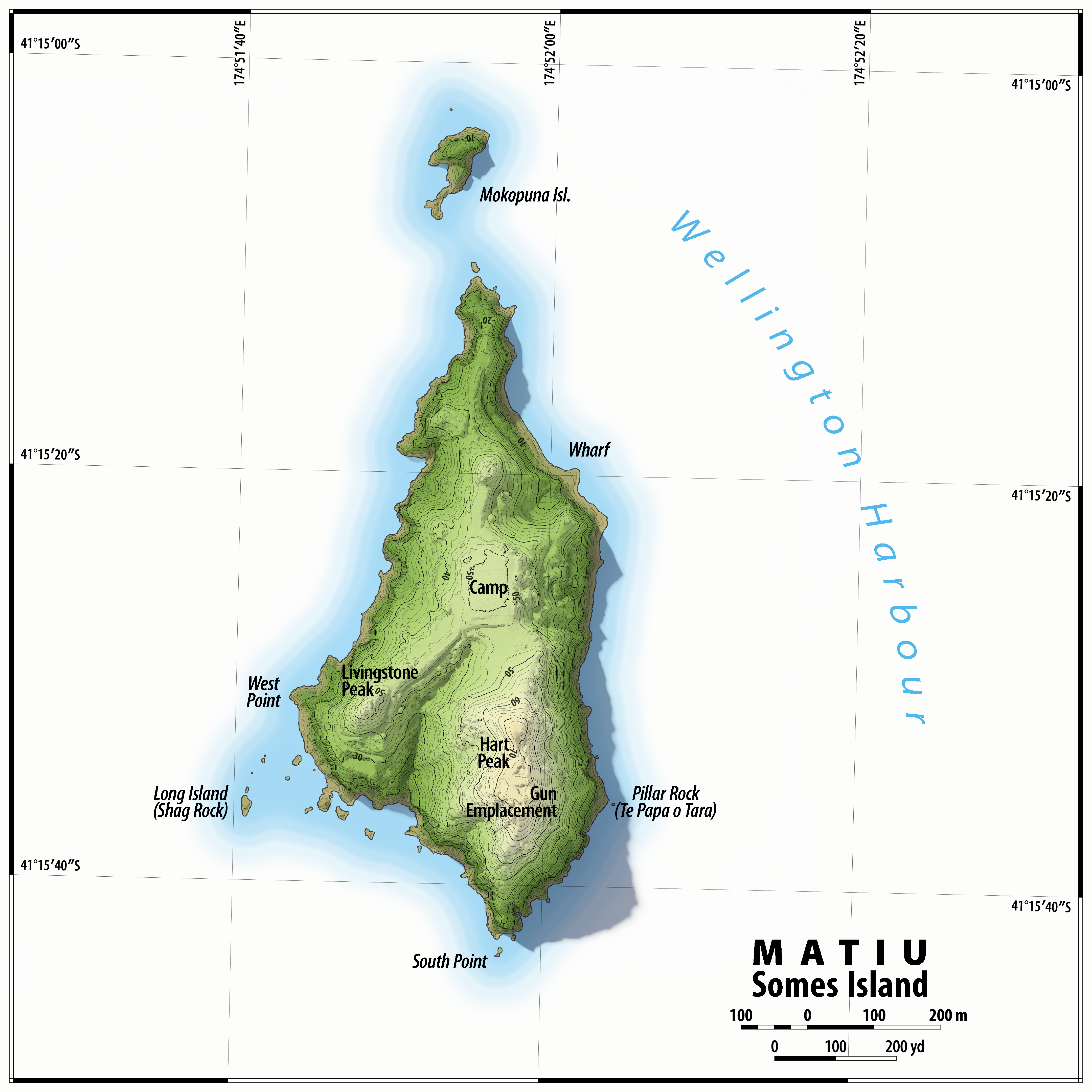
Carte topographique de Matui Island

L'île revêt un passé historique important pour les Maoris mais aussi pour les colons, qui sont venus s'y implantés ultérieurement.
Au XIXe siècle, il y existait deux Pa (Maori), (des villages fortifiés), comme dans tout village maori, fortifié ou non. 
Cet usage tombera en désuétude dans les années 1960 après la publication en 1964 de l'ouvrage de Ans Westra
. 
Les pa jouèrent un grand rôle dans les guerres maories du XIXe siècle, un grand pa puissant représentait le mana d'un iwi (tribu), personnifié par le Rangatira, le chef.
À la pointe nord de l'île, qui est une position stratégique, un phare a été construit en 1866. 
C'était le premier phare d'un port néo-zélandais, l'actuel phare date de 1900 et il été automatisé au XXe siècle.
L'île a également été utilisée comme camp d'internement et de lieu de quarantaine pour les immigrants et les animaux. Hjelmar von Danneville (1860-1930) y a été internée en 1917 dans le port de Wellington, sous prétexte qu'elle était un danger public,. 
Elle est la seule femme à avoir été internée sur cette île.
De nombreux vestiges de la Seconde Guerre mondiale subsistent sur l'île, notamment les systèmes de batteries antiaériennes statiques flak,qui avaient été construites sur les hauteurs de l'île en 1942 mais elles n'ont jamais été utilisées. À cet effet, toute la zone avait été nivelée sur une hauteur de 17 m.
L'île abrite une station de démagnétisation pour les navires.

## Site préservé
L'île de Matiu / Somes est une attraction touristique de plus en plus populaire et elle entre dans le cadre de projets éducatifs.
15 000 visiteurs la fréquentent chaque année. 
Après une dératisation entre 1988 et 1989, l'île est devenue une retraite parfaitement saine pour accroître la biodiversité. 
La Royal Forest and Bird Protection Society of New Zealand Forest and Bird (en), spécialisée dans la protection et la conservation de la flore et de la faune indigènes, ainsi que des lieux sauvages et des écosystèmes naturels uniques, de la Nouvelle-Zélande , a procédé au réaménagement de l'île depuis 1984. 
De nouvelles plantations ont été réalisées, ainsi (surtout à l'ouest et à l'est) deux crêtes de l'île ont été en grande partie reboisées .

### Oiseaux

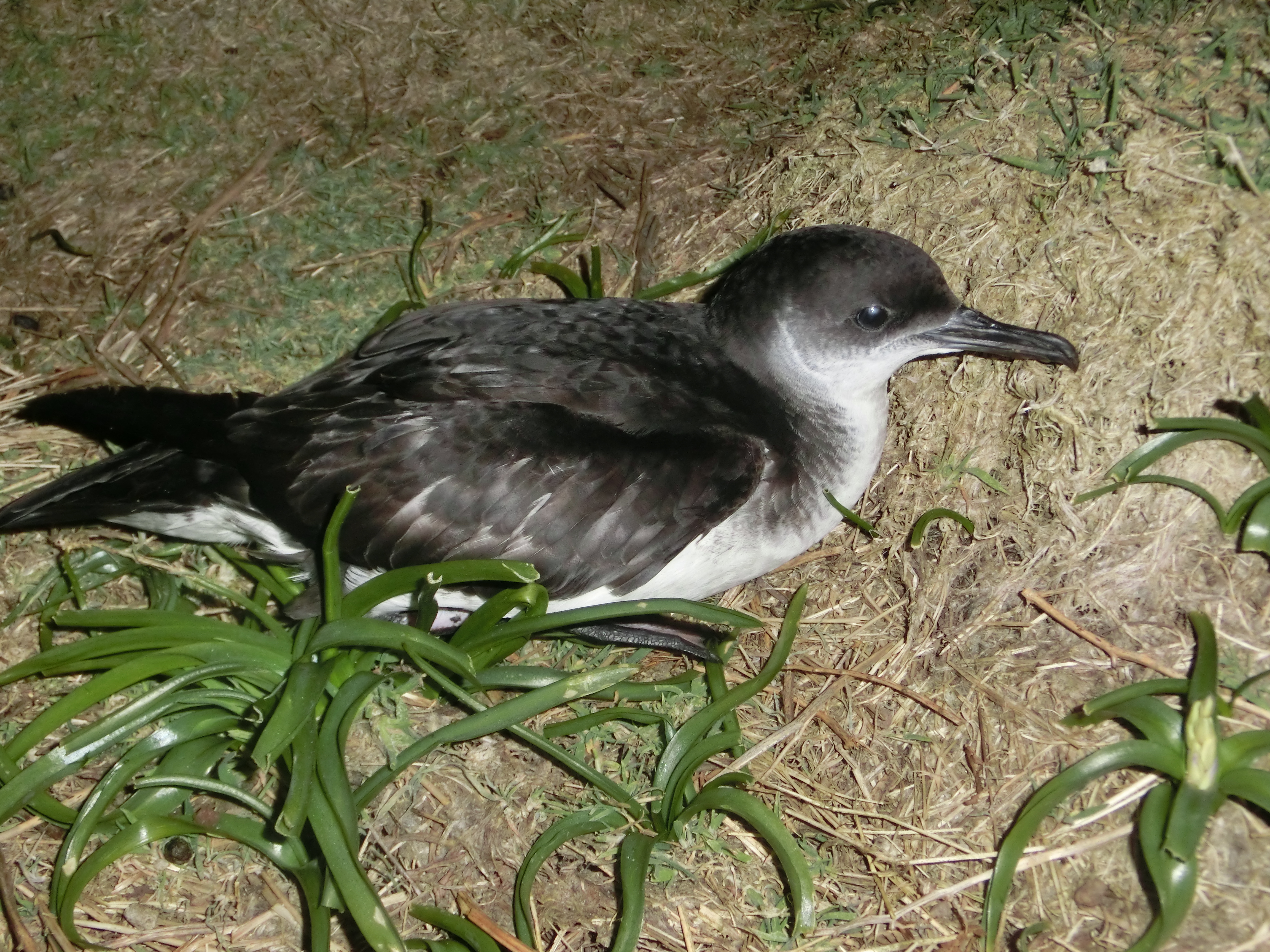
Manx Shearwater.

En 2004 onze mâles de Perruche de Sparrman Cyanoramphus novaezelandiae, se sont bien acclimatés à l'île, ils ont d'emblée nidifié. 
En 2005 onze autres oiseaux marins pélagiques de la famille des Procellariidae Puffins ont été introduits, 
Ces oiseaux migrateurs parcourent près de 40 000 milles 64 000 kilomètres) chaque année, allant de la Nouvelle-Zélande jusque dans l' l'hémisphère nord, à la recherche de nourriture. 
Le moucherolle à longues pattes (Petroica australis) a été introduit venant de l' île de Kapiti en avril 2006 et a commencé à se reproduire en septembre.

### Arthropodes
Plus de 500 espèces d'invertébrés vivent sur l'île, dont certaines espèces de Wetas géants: les Hemideina crassidens (en) des arbres Wellington, et les Deinacrida rugosa (en) du détroit de Cook, qui y ont été transférés avec succès à partir de l'Île Mana l'un des 25 meilleurs sites de Nouvelle-Zélande pour la restauration écologique.

### Reptiles

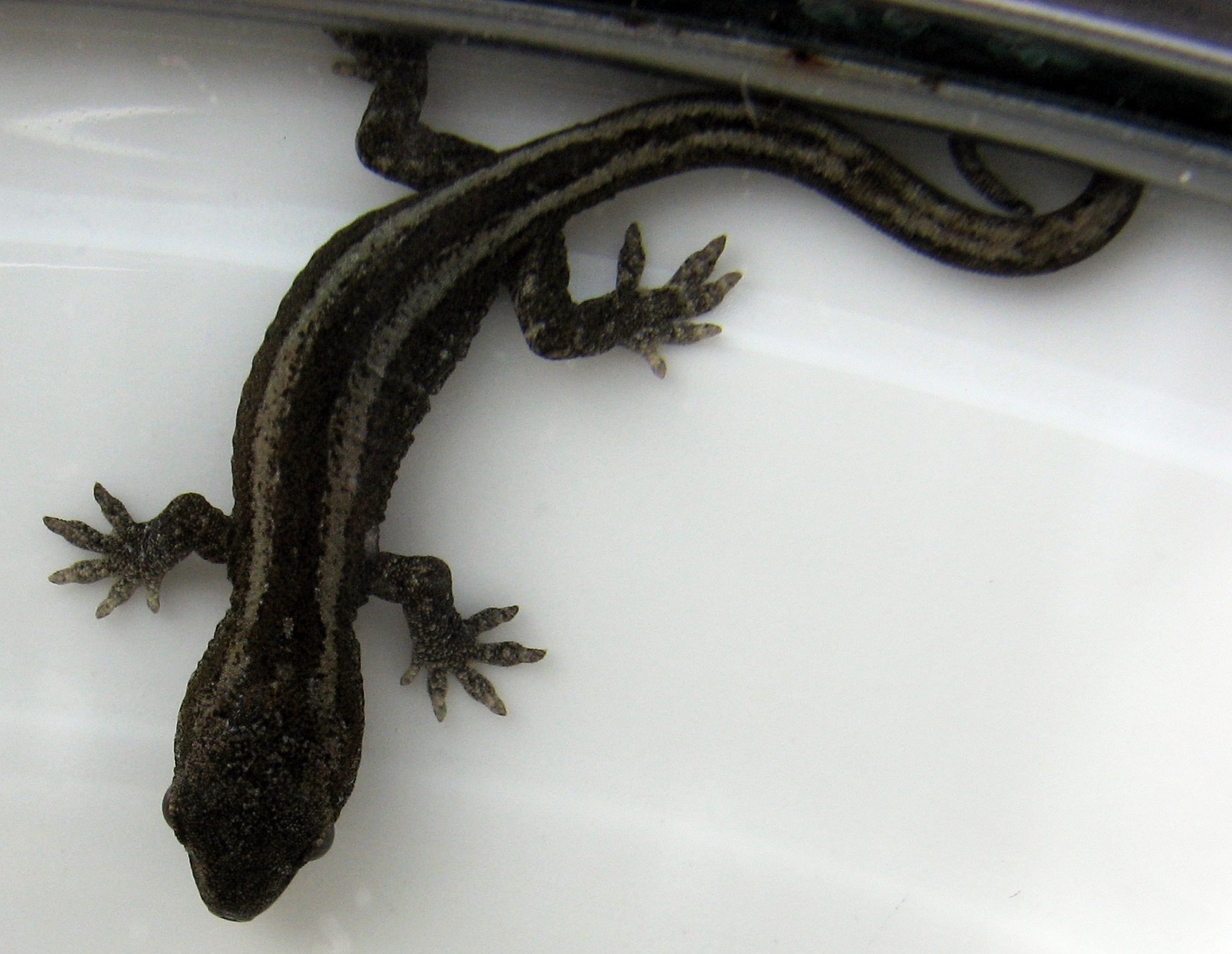
H.maculatus juvenile.

Six espèces de reptiles indigènes vivent sur l'île: le scincidae de l'île Chatham (Oligosoma nigriplantare), le scinque tacheté (Oligosoma lineoocellatum ), le scinque cuivré ( Oligosoma aenea ) et l'espèce endémique de Nouvelle-Zélande le Woodworthia maculatus Hoplodactylus maculatus .
En 1998 , des lézards Sphenodon guntheri ont été relâchés, et en 2006 une espèce de gecko de la famille des Diplodactylidae des geckos de l'espèce Hoplodactylus granulatus.